# Fantomen (film)
Fantomen är en amerikansk film från 1996 i regi av Simon Wincer. I titelrollen syns Billy Zane.

## Handling
Det finns tre stycken "Skulls of Touganda" (Fantomen bor i denna film med Touganda-stammen, inte med bandarfolket som i övriga fantomenhistorier) som tillsammans formar en väldig kraft, de moderna Singh-piraterna letar efter dessa och lyckas sno åt sig en under Fantomens näsa. Diana Palmer, brorsdotter till tidningsmannen David Palmer, reser till Bengali för att ta reda på saker om Singh-symbolen, ett spindelnät, och blir kidnappad. Fantomen, som kände Diana från sin skoltid, räddar henne i Bengali och åker sedan till New York samtidigt, men inte tillsammans, med Diana. Singh-piraterna lyckas där lägga beslag på skalle nummer två, även det direkt under Fantomens näsa, som sedan tillsammans med nummer ett bränner hål på en karta för att visa den ö där den tredje finns. Diana blir fången hos Singh medan Fantomen undkommer. Fantomen liftar på landningsstället till det amfibieplan som Singh tar sig till ön med. Väl på ön så upptäcker de att det finns ett gäng "gammaldags" pirater under ledning av Kabai Singh som vakar över den tredje skallen. De modernas ledare föreslår att de skall samarbeta och ta över världen tillsammans med hjälp av skallarna, men Kabai frågar då efter den fjärde skallen och de blir konfunderade då de bara hört talas om tre.
I slutänden så lyckas de modernas ledare sätta ihop de tre skallarna, medan Fantomen matar hajarna med Kabai. De modernas ledare tror att han redan har vunnit men Fantomen bär den sista skallen (dödskalleringen) och lyckas förinta honom i ett moln av eld vilket tycks vara orsaken till ett vulkanutbrott på ön som Fantomen, Diana och den kvinnliga nu reformerade piraten Sala lyckas fly undan med en ubåt. Sedan följer avslutningsscenen då Fantomen förklarar att han skall gifta sig med Diana och tar av sig masken så att alla kan se honom (han redan tidigare visat ansiktet men inte med den lila dräkten synlig). Till sist åker Diana iväg i ett plan med Sala som pilot medan Fantomens fars röst beklagar sig över hur typiskt det var för hans son att släppa iväg en sådan kvinna, men konstaterar att som tur vad visste hon vad hon ville och kom tillbaka.

## Om filmen
- Filmen spelades in på plats i bland annat Thailand och i Australien.
- Filmen blev inte den stora succé som filmbolaget hade hoppats på och har därför inte fått en uppföljare.
- År 2009 gjordes en version av Fantomen anpassad för TV med titeln The Phantom, som är löst baserad på filmen.

## Rollista (urval)
- Billy Zane - Fantomen/Kit Walker
- Kristy Swanson - Diana Palmer
- Treat Williams - Xander Drax
- Catherine Zeta-Jones - Sala
- James Remar - Quill
- Cary-Hiroyuki Tagawa - Den Store Kabai Singh